# 奥德里奇·利普斯基
奥德里奇·利普斯基（Oldřich Lipský，1924年7月4日—1986年10月19日）是一名捷克導演，為演員盧博米爾·利普斯基之弟。

## 外部連結
- 奥德里奇·利普斯基在互联网电影资料库（IMDb）上的資料（英文）
- IMDb Oldrich Lipský （页面存档备份，存于） （捷克文）